# Gelisol

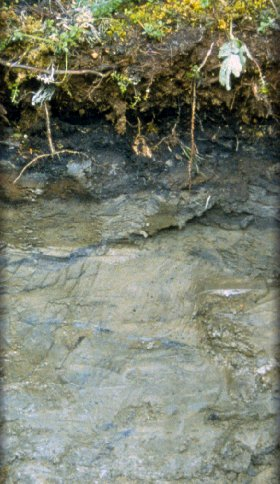
Gelisol

Conform USDA Soil Taxonomy, noțiunea de Gelisol se referă la solurile ușor până la moderat acide din regiunea polară nordică, care se caracterizează prin faptul că sunt înghețate chiar și vara la adâncimi mai mici de doi metri. Se găsesc ocazional și în munții înalți și în regiunea polară de sud.
Temperaturile foarte scăzute asigură că descompunerea materiei organice de către bacterii și ciuperci are loc foarte lent, determinând acumularea acesteia la suprafață. Prin urmare, conținutul de compuși organici ai carbonului este foarte mare. Pe timp de vară gheața se topește în stratul superior al solului (active layer); cu toate acestea, apa rezultată nu se poate scurge prin pământul încă înghețat și duce astfel la formarea de mlaștini.
În apropierea zonei de tranziție dintre apa lichidă și cea solidă, temperaturile fluctuante provoacă un ciclu consistent de dezgheț și înghețare care frământă literalmente solul, un fenomen cunoscut cu numele de crioturbație. La suprafață, acest ciclu are ca rezultat o sortare naturală a pietrișului în funcție de dimensiuni.
Gelisolurile acoperă aproximativ 11,3 milioane de km2 în întreaga lume sau 8,6% din suprafața terestră fără gheață și nu sunt utilizabile pentru agricultură. Formele tipice de vegetație sunt taiga, tundra și turbăria.

## Clasificare
Există trei subordine ale gelisolurilor:
- Histel
- Turbel
- Orthel